# انجمن علوم سیاسی ایران
انجمن علوم سیاسی ایران (IPSA) نهاد غیردولتی مرجع علم سیاست در ایران است که «به منظور گسترش، پیشبرد و ارتقای علمی اعضای انجمن، توسعه کیفی نیروهای متخصص و بهبود بخشیدن به امور آموزشی و پژوهشی در زمینه‌های علم سیاست و حوزه‌های مرتبط» تأسیس شده است.
انجمن علوم سیاسی ایران زیر نظر وزارت علوم، تحقیقات و فناوری به دنبال ایجاد محیطی علمی و آکادمیک برای استادان، پژوهشگران و دانشجویان رشته علوم سیاسی و زیرمجموعه‌های آن است.
بر اساس ارزشیابی انجام شده توسط وزارت علوم، تحقیقات و فناوری در رابطه با وضعیت و عملکرد انجمن‌های علمی کشور، برای چندین سال متوالی، انجمن علوم سیاسی ایران، موفق به کسب رتبه A شده است.

## اهداف و فعالیت‌ها
- انجام پژوهش‌های علمی و استراتژیک در سطح ملی و بین‌المللی
- همکاری با نهادهای اجرایی، علمی و پژوهشی در زمینه ارزیابی، بازنگری و اجرای طرح‌ها و برنامه‌های کلان و استراتژیک
- ترغیب و تشویق استادان، پژوهشگران و دانشجویان به کنش علمی و عملیاتی
- تجلیل و بزرگداشت از استادان و پژوهشگران برجسته و پیشکسوت
- برگزاری همایش‌های ملی، منطقه‌ای و بین‌المللی
- انتشار فصلنامه علمی-پژوهشی «پژوهشنامه علوم سیاسی» و کتاب‌های آکادمیک[۳]

## کمیته‌های علمی-تخصصی
انجمن علوم سیاسی ایران در راستای متمرکز کردن فعالیت‌‌ها و مرجعیت علم سیاست در ایران دارای کمیته‌های تخصصی متعددی است که در قالب آن‌ها با بهره‌گیری از ظرفیت‌های علمی و تخصصی استادان، صاحب‌نظران و دانشجویان شاخه‌های گوناگون علم سیاست، برنامه‌های آکادمیک، نشست‌ها و سخنرانی‌های علمی جامعی را برگزار می‌کند. کمیته‌های علمی-تخصصی انجمن علوم سیاسی ایران عبارتند از:
- کمیته ارتباطات و رسانه
- کمیته اقتصاد سیاسی
- کمیته اندیشه سیاسی
- کمیته مطالعات بین‌رشته‌ای
- کمیته جامعه ایرانی پدیدارشناسی
- کمیته جامعه‌شناسی سیاسی
- کمیته دانشجویی
- کمیته روابط بین‌الملل
- کمیته سیاستگذاری
- کمیته مطالعات زنان
- کمیته نوآوری، فناوری‌‌های جدید و سیاست[۴]

## شعب استانی
انجمن علوم سیاسی ایران به جهت گسترش فعالیت‌ها و همکاری‌های علمی مربوط به علم سیاست در ایران، به غیر از دفتر مرکزی که در تهران واقع است، شعب فعالی در ۱۰ استان کشور تأسیس کرده است. شعب استانی انجمن علوم سیاسی ایران عبارتند از:
- شعبه آذربایجان شرقی
- شعبه اصفهان
- شعبه ایلام
- شعبه خراسان رضوی
- شعبه کرمان
- شعبه کرمانشاه
- شعبه کهگیلویه و بویراحمد
- شعبه گیلان
- شعبه مازندران
- شعبه همدان[۵]

## تاریخچه و اعضای هیئت مؤسس
سنگ بنای انجمن علوم سیاسی ایران (IPSA) در دهه ۱۳۵۰ به منظور رشد و گسترش رویکرد علمی علم سیاست و نمایندگی از جامعه علوم سیاسی ایران بنا نهاده شد. این انجمن در سال ۱۳۵۵ به طور رسمی به ثبت رسید و دفتر فعالیت آن در سازمان برنامه و بودجه کشور قرار گرفت اما به علت تحولات زمان خود پس از ثبت رسمی فعالیت چشمگیری انجام نداد و حتی برای چندین سال متروک باقی ماند.
پس از دهه‌های متمادی و در سال ۱۳۸۲ به همت جمعی از استادان برتر دانشگاه‌های کشور، انجمن علوم سیاسی ایران جانی تازه گرفت و بعد از طی مراحل اداری، فعالیت خود را در قالب تعریف علمی و دانشگاهی آغاز نمود.
| نام                | سمت                                                 |
| ------------------ | --------------------------------------------------- |
| حمید احمدی         | عضو هیئت علمی دانشگاه تهران                         |
| علیرضا ازغندی      | عضو هیئت علمی دانشگاه شهید بهشتی                    |
| حسین افشار         | عضو هیئت علمی دانشگاه علامه طباطبائی                |
| قاسم افتخاری       | عضو هیئت علمی دانشگاه تهران                         |
| داود هرمیداس باوند | استاد برجسته دانشگاه‌های ممتاز کشور                  |
| محمدرضا تاجیک      | عضو هیئت علمی دانشگاه شهید بهشتی                    |
| سعید تائب          | عضو هیئت علمی دانشگاه آزاد اسلامی - واحد تهران مرکز |
| حسن خانی           | عضو هیئت علمی دانشگاه امام صادق (ع)                 |
| رضا رئیس طوسی      | عضو هیئت علمی دانشگاه تهران                         |
| حسین سلیمی         | عضو هیئت علمی دانشگاه علامه طباطبائی                |
| ابوالقاسم طاهری    | عضو هیئت علمی دانشگاه علامه طباطبائی                |
| مسعود غفاری        | عضو هیئت علمی دانشگاه تربیت مدرس                    |
| عبدالعلی قوام      | عضو هیئت علمی دانشگاه شهید بهشتی                    |
| ابراهیم متقی       | عضو هیئت علمی دانشگاه تهران                         |
| مجتبی مقصودی       | عضو هیئت علمی دانشگاه آزاد اسلامی - واحد تهران مرکز |
| نسرین مصفا         | عضو هیئت علمی دانشگاه تهران                         |
| محسن مدیرشانه چی   | عضو هیئت علمی دانشگاه آزاد اسلامی - واحد مشهد       |
| عباس منوچهری       | عضو هیئت علمی دانشگاه تربیت مدرس                    |
| بهرام نوازنی       | عضو هیئت علمی دانشگاه بین‌المللی امام خمینی - قزوین  |

## اعضای هیئت مدیره انجمن علوم سیاسی ایران
|                 | دوره اول (۱۳۸۲)      | دوره دوم (۱۳۸۴)      | دوره سوم (۱۳۸۷)                             | دوره چهارم (۱۳۸۹)    | دوره پنجم (۱۳۹۲)                            | دوره ششم (۱۳۹۵)                   | دوره هفتم (۱۳۹۸)            | دوره هشتم (۱۴۰۲)                   |
| --------------- | -------------------- | -------------------- | ------------------------------------------- | -------------------- | ------------------------------------------- | --------------------------------- | --------------------------- | ---------------------------------- |
| رئیس هیئت مدیره | قاسم افتخاری         | قاسم افتخاری         | محمد علی شیرخانی                            | مجتبی مقصودی         | مجتبی مقصودی سید محمدکاظم سجادپور (جایگزین) | سید عبدالامیر نبوی                | کیومرث اشتریان              | حسین سلیمی                         |
| نایب رئیس       | مجتبی مقصودی         | مجتبی مقصودی         | محمدرضا تاجیک                               | حسین سلیمی           | حسین سلیمی                                  | قدیر نصری                         | سید مسعود موسوی شفائی       | سید مسعود موسوی شفائی              |
| عضو اصلی        | حسین سلیمی           | حسین سلیمی           | محمد جواد غلامرضا کاشی                      | قاسم افتخاری         | قاسم افتخاری                                | جهانگیر کرمی                      | الهه کولایی                 | رضا نجف زاده                       |
| عضو اصلی        | علیرضا ازغندی        | عباس منوچهری         | سید حسین سیف‌زاده سید علی مرتضویان (جایگزین) | محمدرضا تاجیک        | سید محمدکاظم سجادپور مجتبی مقصودی (جایگزین) | غلامرضا حداد محسن خلیلی (جایگزین) | سید جلال دهقانی فیروز آبادی | علی اشرف نظری مختار نوری (جایگزین) |
| خزانه دار       | امیر محمد حاجی یوسفی | امیر محمد حاجی یوسفی | طاهره ابراهیمی فر                           | سید محمدکاظم سجادپور | علی ربیعی علی مرشدی زاد (جایگزین)           | علی مرشدی زاد                     | مجتبی مقصودی                | غلامرضا کریمی                      |
| بازرس           | محمد شیرخانی         | طاهره ابراهیمی فر    | مجتبی مقصودی                                | طاهره ابراهیمی فر    | طاهره ابراهیمی فر                           | امیرهوشنگ میرکوشش                 | سعید شکوهی                  | ماندانا سجادی                      |
| دبیر اجرایی     |                      |                      |                                             | غلامرضا حداد         | علی اسمعیلی اردکانی                         | علی اسمعیلی اردکانی               | بهمن سرلک                   | سیدرضا موسوی‌نیا                    |

## انتشارات
انجمن علوم سیاسی ایران فصلنامه علمی-پژوهشی رسمی خود را با عنوان «پژوهشنامه علوم سیاسی» با مدیر مسئولی مجتبی مقصودی در هر فصل به چاپ می‌رساند. اولین شماره این فصلنامه در زمستان سال ۱۳۸۴ به چاپ رسیده و تاکنون نیز ادامه داشته است. قلمرو موضوعی این فصلنامه شامل حوزه‌های علوم سیاسی، روابط بین‌الملل و نیز مطالعات میان رشته‌ای است. جایگاه فصلنامه انجمن علوم سیاسی ایران در میان نشریات علمی و پژوهشی کشور طبق جدیدترین فهرست کمیسیون بررسی نشریات علمی کشور (وزارت علوم، تحقیقات و فناوری)، در رده B ارزیابی شده است. در این فهرست، نام ۴۹ نشریه علمی در رشته علوم سیاسی و روابط بین‌الملل ذکر شده که فقط ۴ نشریه در رده A قرار گرفته‌اند.
انجمن علوم سیاسی ایران به جز فصلنامه علمی-پژوهشی معتبر خود، کتاب‌های آکادمیک و علمی دیگری از جمله مجموعه مقالات همایش‌های سالانه خود را نیز منتشر می‌کند.

## مهم‌ترین نشست‌ها و همایش‌ها
دوازدهمین همایش سالانه انجمن علوم سیاسی ایران، "ایران آینده؛ دشواره‌ها و تصمیمات حیاتی" ۳ اسفند ۱۳۹۷.
یازدهمین همایش سالانه انجمن علوم سیاسی ایران با موضوع «وضعیت رشته علوم سیاسی؛ اکنون و آینده»، ۱۰ اسفند ۱۳۹۶
برگزاری نشست «انتخابات اخلاقی، اخلاق انتخاباتی» به همکاری انجمن علمی مطالعات صلح ایران، ۱۳ اردیبهشت ۱۳۹۶.
نشست "ایران و میراث هاشمی؛ تأملی آکادمیک بر کارنامه سیاسی آیت الله" با همکاری خانه اندیشمندان علوم انسانی و انجمن مطالعات صلح ایران، ۶ بهمن ۱۳۹۵.
دهمین همایش سالانه انجمن علوم سیاسی ایران با عنوان «وضعیت فکر سیاسی در ایران معاصر» ۱۳۹۵.
نهمین همایش سالانه انجمن علوم سیاسی ایران با موضوع «سیاست و شهر»، ۲ دی ماه ۱۳۹۴
هشتمین همایش سالانه انجمن علوم سیاسی ایران «دیپلماسی هسته ای» آذر ۹۳.
نشست «هابرماس: مدرنیته، پروژهٔ ناتمام»، ۹ مهرماه ۱۳۹۲.
برگزاری همایش «تبیین مفهوم اعتدال» در مرکز تحقیقات استراتژیک مجمع تشخیص مصلحت نظام، در تاریخ پنج و ششم شهریور ماه ۱۳۹۲.
هفتمین همایش سالانه انجمن علوم سیاسی ایران "حکمرانی، سیاست و دوستی"، بهار ۹۲.
ششمین همایش سالانه انجمن علوم سیاسی ایران با عنوان «امنیت منطقهای در پرتو تحولات جهانی: تحلیل علمی دگرگونیهای خاورمیانه»، ۲۰ مهرماه ۱۳۹۱
همایش مشترک پژوهشکده مطالعات استراتژیک خاورمیانه و انجمن علوم سیاسی ایران با موضوع "دو سال پس از انقلاب۲۵ ژانویه؛ درس‌ها و دستاوردها"، ۵ اسفند ۱۳۹۱.
سومین همایش سالانه انجمن علوم سیاسی ایران، «وضعیت پژوهش در حوزه علوم سیاسی و روابط بین‌الملل ایران»

## فهرست منابع
1. ↑  «انجمن علوم سیاسی ایران». www.ipsa.ir. دریافت‌شده در ۲۰۱۸-۱۱-۲۲.[پیوند مرده]
2. ↑  «کمیسیون انجمنهای علمی ایران». isacmsrt.ir. بایگانی‌شده از اصلی در ۹ ژانویه ۲۰۱۹. دریافت‌شده در ۲۰۱۸-۱۱-۲۲.
3. ↑  «انجمن علوم سیاسی ایران». www.ipsa.ir. دریافت‌شده در ۲۰۱۸-۱۱-۲۲.
4. ↑  «انجمن علوم سیاسی ایران – اخبار، همایش و نشست ها، انتشارات و فعالیت های انجمن علوم سیاسی ایران». دریافت‌شده در ۲۰۲۵-۰۲-۰۴.
5. ↑  «انجمن علوم سیاسی ایران – اخبار، همایش و نشست ها، انتشارات و فعالیت های انجمن علوم سیاسی ایران». دریافت‌شده در ۲۰۲۵-۰۲-۰۴.
6. ↑  مقصودی، دکتر مجتبی. drmaghsoudi.ir https://web.archive.org/web/20181124060513/http://drmaghsoudi.ir/post/64. بایگانی‌شده از اصلی در ۲۴ نوامبر ۲۰۱۸. دریافت‌شده در ۲۰۱۸-۱۱-۲۲. پارامتر |عنوان= یا |title= ناموجود یا خالی (کمک)
7. ↑  «انتخابات ششمین دوره انجمن علوم سیاسی ایران برگزار شد - عطنا». عطنا. ۲۰۱۶-۰۹-۲۷. دریافت‌شده در ۲۰۱۸-۱۰-۰۳.
8. ↑  «گزارش انتخابات دوره هفتم هیئت مدیره انجمن علوم سیاسی ایران». ipsa.ir.[پیوند مرده]
9. ↑  «رئیس انجمن علوم سیاسی انتخاب شد». خبرگزاری مهر | اخبار ایران و جهان | Mehr News Agency. ۲۰۱۶-۰۹-۲۶. دریافت‌شده در ۲۰۱۸-۱۰-۰۳.
10. ↑  «پژوهشنامه علوم سیاسی - درباره نشریه». www.ipsajournal.ir. دریافت‌شده در ۲۰۲۵-۰۲-۰۴.
11. ↑  «پژوهشنامه علوم سیاسی». www.ipsajournal.ir. دریافت‌شده در ۲۰۱۸-۱۰-۰۳.
12. ↑  «SID.ir | پژوهشنامه علوم سیاسی». www.sid.ir. دریافت‌شده در ۲۰۱۸-۱۰-۰۳.
13. ↑  «درباره انجمن علوم سیاسی ایران – انجمن علوم سیاسی ایران». دریافت‌شده در ۲۰۲۵-۰۲-۰۴.
14. ↑  "فراخوان دوازدهمین همایش سالانه انجمن علوم سیاسی ایران". akhbarelmi.ir (به انگلیسی). Retrieved 2018-10-03.
15. ↑  «فراخوان یازدهمین همایش سالانه انجمن علوم سیاسی ایران اعلام شد». خبرگزاری مهر | اخبار ایران و جهان | Mehr News Agency. ۲۰۱۷-۰۹-۱۶. دریافت‌شده در ۲۰۱۸-۱۰-۰۳.
16. ↑  «موضوع دانشگاه ایرانی، ایرانشهر است/ گفتاری از سیدجواد طباطبائی». خبرگزاری مهر | اخبار ایران و جهان | Mehr News Agency. ۲۰۱۸-۰۳-۰۸. دریافت‌شده در ۲۰۱۸-۱۰-۰۳.
17. ↑  «یازدهمین همایش انجمن علوم سیاسی ایران با موضوع وضعیت رشته علوم سیاسی؛ اکنون و آینده آن». اعتمادآنلاین. دریافت‌شده در ۲۰۱۸-۱۰-۰۳.
18. ↑  Ilkhani، Mohsen. «وضعیت رشته علوم سیاسی؛ اکنون و آینده». ana.ir. دریافت‌شده در ۲۰۱۸-۱۰-۰۳.
19. ↑  ایران، عصر. «یازدهمین همایش سالانه انجمن علوم سیاسی ایران با حضور محمود سریع القلم و سید جواد طباطبایی». عصر ایران. دریافت‌شده در ۲۰۱۸-۱۰-۰۳.
20. ↑  «سخنرانی عضو هیئت علمی دانشگاه حکیم سبزواری در یازدهمین همایش سالانه انجمن علوم سیاسی ایران». news.hsu.ac.ir. بایگانی‌شده از اصلی در ۹ مه ۲۰۱۸. دریافت‌شده در ۲۰۱۸-۱۰-۰۳.
21. ↑  هماپلاس، مشاوران مدیریت. «در پیام بشیریه به همایش سالانه انجمن علوم سیاسی ایران مطرح شد؛ روایتی از اضمحلال، فروپاشی و پراکندگی علم سیاست». 8tag.ir. بایگانی‌شده از اصلی در ۲۴ نوامبر ۲۰۱۸. دریافت‌شده در ۲۰۱۸-۱۰-۰۳.
22. ↑  «نشست «انتخابات اخلاقی، اخلاق انتخاباتی» برگزار می‌شود». خبرگزاری مهر | اخبار ایران و جهان | Mehr News Agency. ۲۰۱۷-۰۴-۲۹. دریافت‌شده در ۲۰۱۸-۱۰-۰۳.
23. ↑  «ایران و میراث هاشمی؛ تأملی آکادمیک بر کارنامه سیاسی آیت الله». فراتاب. ۲۰۱۷-۰۱-۱۸. دریافت‌شده در ۲۰۱۸-۱۰-۰۳.
24. ↑  «دهمین همایش سالانه انجمن علوم سیاسی ایران برگزار می‌شود». خبرگزاری مهر | اخبار ایران و جهان | Mehr News Agency. ۲۰۱۶-۰۹-۲۶. دریافت‌شده در ۲۰۱۸-۱۰-۰۳.
25. ↑  «دهمین همایش سالانه انجمن علوم سیاسی ایران برگزار می‌شود - عطنا». عطنا. ۲۰۱۶-۱۱-۰۱. دریافت‌شده در ۲۰۱۸-۱۰-۰۳.
26. ↑  ایران، صدای. «همایش سالانه انجمن علوم سیاسی ایران برگزار شد». صدای ایران. دریافت‌شده در ۲۰۱۸-۱۰-۰۳.
27. ↑  0. «فراخوان دهمین همایش سالانه انجمن علوم سیاسی ایران - تحلیل ایران». تحلیل ایران. بایگانی‌شده از اصلی در ۲۴ نوامبر ۲۰۱۸. دریافت‌شده در ۲۰۱۸-۱۰-۰۳.
28. ↑  «گزارش همایش وضعیت فکر سیاسی در ایران معاصر». . :: وب سایت شورای بررسی متون و کتب علوم انسانی ::. بایگانی‌شده از اصلی در ۱۳ ژوئن ۲۰۱۷. دریافت‌شده در ۲۰۱۸-۱۰-۰۳.
29. ↑  «همایش «سیاست و شهر» توسط انجمن علوم سیاسی ایران برگزار می‌شود - عطنا». عطنا. ۲۰۱۵-۱۲-۲۱. دریافت‌شده در ۲۰۱۸-۱۰-۰۳.
30. ↑  «نهمین همایش انجمن علوم سیاسی ایران». ایلنا.
31. ↑  «چکیده مقالات هشتمین همایش سالانه انجمن علوم سیاسی ایران دیپلماسی هسته ای آذر 93». book.atu.ac.ir. دریافت‌شده در ۲۰۱۸-۱۰-۰۳.
32. ↑  «همایش سالانه انجمن علوم سیاسی ایران با موضوع «دیپلماسی هسته ای» در دانشگاه علامه طباطبایی». پایگاه خبری جماران - امام خمینی - انقلاب اسلامی. دریافت‌شده در ۲۰۱۸-۱۰-۰۳.
33. 1 2  ایران، پایگاه اطلاع‌رسانی شبکه خبر صدا و سیمای جمهوری اسلامی. «هابرماس فیلسوف انتقادی در انجمن علوم سیاسی ایران». پایگاه اطلاع‌رسانی شبکه خبر صدا و سیمای جمهوری اسلامی ایران. بایگانی‌شده از اصلی در ۲۴ نوامبر ۲۰۱۸. دریافت‌شده در ۲۰۱۸-۱۰-۰۳.
34. ↑  «ایران کنفرانس-فراخوان‌های کنفرانس، سمینار، کنگره، همایش حقوق، سیاست، سایر - هفتمین همایش سالانه انجمن علوم سیاسی ایران "حکمرانی، سیاست و دوستی" - بهار92». www.iranconferences.ir. دریافت‌شده در ۲۰۱۸-۱۰-۰۳.
35. ↑  «برگزاری هفتمین همایش انجمن علوم سیاسی ایران «حکمرانی، سیاست و دوستی» - کمیسیون ملی یونسکو-ایران». fa.irunesco.org. دریافت‌شده در ۲۰۱۸-۱۰-۰۳.[پیوند مرده]
36. ↑  فرارو، Fararu |. «برگزاری هفتمین‌همایش انجمن علوم‌سیاسی». Fararu | فرارو. دریافت‌شده در ۲۰۱۸-۱۰-۰۳.
37. ↑  «همایش انجمن علوم سیاسی:امنیت منطقه‌ای در پرتو تحولات جهانی - دیپلماسی ایرانی». دیپلماسی ایرانی. دریافت‌شده در ۲۰۱۸-۱۰-۰۳.
38. ↑  «چکیده مقالات همایش "دو سال پس از انقلاب 25 ژانویه؛ درس‌ها و دستاوردها"». www.cmess.ir. دریافت‌شده در ۲۰۱۸-۱۱-۲۲.
39. ↑  «همایش مشترک پژوهشکده مطالعات استراتژیک خاورمیانه و انجمن علوم سیاسی ایران با موضوع "دو سال پس از انقلاب 25 ژانویه؛ درس‌ها و دستاوردها"». www.cmess.ir. دریافت‌شده در ۲۰۱۸-۱۰-۰۳.
40. ↑  "پژوهش‌های علم سیاست و فرایند تصمیم‌گیری در ایران:آسیب‌شناسی و روش پیوند". 2009-05-13. {{cite journal}}: Cite journal requires |journal= (help)